# Olenecamptus malayensis
Olenecamptus malayensis es una especie de escarabajo longicornio del género Olenecamptus, categorizada en la tribu Dorcaschematini, de la subfamilia Lamiinae. Fue descrita por Dillon & Dillon en 1948.

## Descripción
Mide 14,5 mm de longitud.

## Distribución
Se distribuye por Malasia.